# Аверьянов, Степан Васильевич
Степа́н Васи́льевич Аверья́нов (12 [25] мая 1909 — 6 сентября 1970) — участник Советско-финской и Великой Отечественной войн, в годы Великой Отечественной войны командир пулемётного расчёта 1320-го стрелкового полка 413-й стрелковой дивизии 3-й армии 1-го Белорусского фронта, Герой Советского Союза (1945), младший сержант.

## Биография
Родился 12 (25) мая 1909 в селе Паниковец Елецкого уезда Орловской губернии (ныне Елецкого района Липецкой области), в семье крестьянина. Образование начальное. В возрасте девяти лет начал самостоятельную трудовую жизнь: сначала работал пастухом в деревне Хмелинка, в 1926—1927 годах — разнорабочим в Новороссийском порту. В 1928 году вернулся в родное село, где принимал активное участие в организации колхоза. За добросовестную работу в колхозе неоднократно премировался.
C 1931 года в рядах РККА. Участник советско-финской войны 1939—1940 годов, снайпер-разведчик. После войны демобилизован, затем призван вновь в 1941 году на фронт Великой Отечественной войны.
В августе 1941 года его часть попала в окружение, и пулемётчик С. В. Аверьянов, раненый и контуженый, оказался в немецком концлагере. Бежав из плена, вступил в партизанский отряд Данченко.
В ноябре 1943 года партизанский отряд влился в регулярные части РККА, а С. В. Аверьянов был зачислен в путемётчики. Командир пулемётного расчета 1320-го стрелкового полка 413-й стрелковой дивизии 3-й армии 1-го Белорусского фронта младший сержант С. В. Аверьянов отличился 28 июня 1944 года в боях по разгрому окружённого противника в районе деревни Подречье (Кировский район Могилёвской области). Уничтожил десятки солдат противника, а 9-х захватил в плен. Звание Героя Советского Союза присвоено 24 марта 1945 года.
После войны демобилизован. В 1945—1952 годы работал в колхозе, в 1952—1966 годы — на заводе в городе Видное.
Умер 6 сентября 1970 года.

## Награды
- Медаль «Золотая Звезда» Героя Советского Союза (24.03.1945)
- Орден Ленина (24.03.1945)
- Орден Красной Звезды (16.05.1945)
- Медали, в том числе три медали «За отвагу» (02.04.1944,15.08.1944, 22.02.1945)